# Vilske-Kleva
För andra betydelser, se Kleva.
Vilske-Kleva är kyrkbyn i Vilske-Kleva socken och en småort i Falköpings kommun, Västra Götalands län. Fram till 2015 avgränsades här en småort, men orten kunde inte längre uppfylla de nya krav SCB ställde på en småort från detta år. Vid avgränsningen 2020 klassades Vilske-Kleva åter som en småort.
Vilske-Kleva kyrka ligger här.